# Frankie Muniz
Francisco Muniz IV (/ˈmjuːnɪz/; Wood-Ridge, Nueva Jersey, 5 de diciembre de 1985), conocido como Frankie Muniz, es un actor y piloto de carreras estadounidense. Es principalmente conocido por interpretar el personaje principal en la comedia de situación de Fox Malcolm in the Middle (2000-2006), que le valió una nominación al Premio Emmy y dos nominaciones al Globo de Oro. También es conocido por sus papeles cinematográficos en Deuces Wild (2002), Big Fat Liar (2002), Agent Cody Banks (2003) y Racing Stripes (2005). En el apogeo de su fama, fue considerado uno de los niños actores más populares y «uno de los adolescentes más rentables de Hollywood» en 2003.
En 2008 puso su carrera como actor en suspenso para seguir una carrera en las carreras de monoplaza y compitió en el Atlantic Championship. Regresó a las carreras en 2021 en stock cars, antes de unirse a Rette Jones Racing para una temporada completa en la Serie ARCA Menards en 2023.
De 2012 a 2014, fue el baterista de la banda de indie rock Kingsfoil.

## Biografía
Francisco Muniz IV nació el 5 de diciembre de 1985 en Wood-Ridge, Nueva Jersey, hijo de la enfermera Denise y el restaurador Francisco Muniz III. La madre de Muniz es mitad irlandesa y mitad italiana, mientras que su padre es puertorriqueño de ascendencia española (de Asturias). Tiene una hermana mayor llamada Cristina. Cuando Muniz tenía cuatro años, su familia se mudó a Knightdale, Carolina del Norte, donde creció. Fue descubierto por primera vez a la edad de ocho años, en un show de talentos en Raleigh, Carolina del Norte, en una producción local de A Christmas Carol, emitido como Tiny Tim. Poco después, sus padres se divorciaron, y posteriormente se mudó a Burbank, California, con su madre. Apareció en comerciales e hizo su debut cinematográfico en la película televisiva To Dance with Olivia (1997), protagonizada por Louis Gossett, Jr.. En ese mismo año, apareció en la presentación Hallmark Hall of Fame de CBS, What the Deaf Man Heard. Un pequeño papel en la película Lost & Found (1999) lo llevó a su papel de ruptura como el personaje principal en Malcolm in the middle.

## Trayectoria profesional

### Actuación
Fox estrenó Malcolm in the Middle de Linwood Boomer, protagonizada por Muniz, el 9 de enero de 2000, como reemplazo de mitad de temporada, y el espectáculo se superó rápidamente con elogios. El episodio principal fue visto por 23 millones de personas y el segundo episodio por 26 millones. Fue nominado para los Premios Emmy en 2001, y recibió el «Young Star Award» de The Hollywood Reporter por su trabajo en la serie.
A lo largo de su carrera televisiva, Muniz hizo apariciones como invitado en los programas Lizzie McGuire; Sabrina, la bruja adolescente; y MADtv. Su primer papel protagónico en una película fue como Willie Morris en la pieza familiar de 2000, Mi perro Skip, que se lanzó en el mismo tiempo aproximado que el piloto de Malcolm in the Middle. Ese mismo año, proporcionó la voz del personaje de Domino en el videojuego de 102 Dálmatas: Cachorros al rescate, y apareció en el videojuego Stargate Worlds.
Al año siguiente, aportó una voz de personaje al elenco animal de la película Dr. Dolittle 2. Él tuvo un éxito con el lanzamiento de 2002, Big Fat Liar, que lo asoció con la joven actriz Amanda Bynes como un par de estudiantes que buscan vengarse de un sórdido productor de películas (interpretado por Paul Giamatti). Muniz también formó parte del conjunto de la película de pandillas Deuces Wild, lanzada ese mismo año. En 2003, hizo un cameo como novio menor de Cher en Stuck on You. Ese mismo año, apareció en el estreno de serie de bromas de MTV Punk'd, de Ashton Kutcher. 
Posteriormente, Muniz interpretó el papel principal en la película Agent Cody Banks, así como su secuela, Agent Cody Banks 2: Destination London. La primera película se estrenó en marzo de 2003 y recaudó $47 millones; la secuela, que se estrenó un año después, recaudó $28 millones. Entrenó en artes marciales para las películas, y realizó la mayoría de sus propios trucos. También comentó que era el punto en su carrera en el que debería «hacer la transición del actor debutante a un actor respetable».
Muniz proporcionó la voz del personaje de una cebra llamada Stripes, que desea convertirse en un equino de carreras, en la película de 2005 Racing Stripes. Ese mismo año, hizo una aparición como invitado en «Mr. F», un episodio de la comedia de Fox Arrested Development. En abril de 2006, comenzó a filmar My Sexiest Year, una película independiente en la que Harvey Keitel interpretaba a su padre. Anunció, durante ese mismo mes, que se tomaría un descanso de la actuación, para seguir una carrera en el automovilismo, en virtud de un contrato de dos años a tiempo completo con Jensen Motorsport en la competencia de la Fórmula BMW.
Malcolm in the Middle terminó su carrera el 14 de mayo de 2006. Diez días después, el 24 de mayo, Muniz apareció en la película de terror Stay Alive. Expresó el deseo de dejar atrás los papeles tradicionales del cine de Hollywood, y dijo:

Crecer nunca me ha asustado hasta el año pasado. Empecé a pensar en envejecer, ser mayor, y me asustó. Espero que las cosas funcionen en mi carrera. Si no lo hacen, entonces nunca fue destinado a serlo.

A pesar de su anterior intención declarada de tomarse un descanso de la actuación, en mayo de 2006, firmó para protagonizar la comedia sexual adolescente R-rated, Extreme Movie]. La película fue planeada originalmente para ser lanzada en 2007 por Dimension Films, pero finalmente fue lanzada directamente a DVD en febrero de 2009.
A finales de 2007, hizo una aparición como invitado en un episodio del drama criminal de CBS, Criminal Minds. En diciembre de 2007, hizo un cameo en la película Walk Hard: The Dewey Cox Story, interpretando a Buddy Holly. En 2008, comenzó a trabajar en una película con la ex protegida de Missy Elliott, Brianna Perry, pero el proyecto nunca fue lanzado.
Muniz hizo una incursión en el género de superhéroes con la película de acción familiar, Pizza Man, en 2011.

En 2012, hizo un cameo como él mismo en la segunda temporada de la comedia Don't Trust the B---- in Apartment 23.

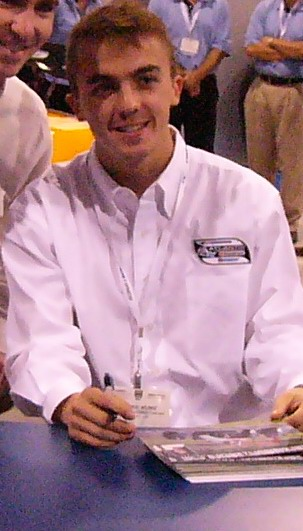
Muniz en 2007

En 2015, hizo otro aparición en The Mysteries of Laura, en el cual uno de los detectives (Merideth Bose) estaba enamorado del actor y piloto de autos (Frankie Muniz) que estaba compitiendo en una carrera de resistencia. El equipo estaba en un caso de NYPD y la evidencia sospechosa se presentaría en la carrera de resistencia.
El 6 de septiembre de 2017, Muniz fue anunciado como una de las celebridades que competirían en la temporada 25 de Dancing with the Stars, siendo emparejado con la bailarina profesional, Witney Carson. Muniz y Carson lograron llegar a la final de la temporada, terminando en el tercer puesto.

### Escritura y producción
Muniz comenzó a escribir en 2004, cuando escribió la telenovela del programa de televisión Granted. Hasta la fecha, ese es su único trabajo escrito. En 2004, fue el productor ejecutivo de Granted. En 2006, también fue productor ejecutivo de la película Choose Your Own Adventure: The Abominable Snowman. Un año después (2007), se convirtió en productor asociado de la película Choose Connor.

### Automovilismo
Muniz siempre ha estado muy interesado en las carreras de coches. El 18 de febrero de 2001, Muniz manejó el auto de seguridad para las 500 Millas de Daytona y se encontró con Dale Earnhardt poco antes de que Earnhardt ingresara a su vehículo para la carrera. Muniz, que también asistió a la carrera por filmar para la serie de documentales True Life de MTV, fue testigo del posterior accidente en la última vuelta que mató a Earnhardt.
La carrera de Muniz en las carreras de autos se remonta a 2004, cuando dirigió la Toyota Pro/Celebrity Race en Long Beach como participante de celebridades, terminando en séptimo lugar. Al año siguiente, terminó tercero, siendo la mejor celebridad después de capitalizar el contacto de Ingo Rademacher y Aaron Peirsol en la última vuelta. Mientras investigaba la posibilidad de unirse a un equipo de carreras como propietaio, se le concedió una prueba en un automóvil y, en su lugar, firmó un contrato de dos años con Jensen Motorsport como piloto. Muniz ingresó a catorce carreras durante la temporada 2006 de la Fórmula BMW EE. UU. y no pudo terminar en una posición de puntaje. Fue seleccionado como uno de los treinta y seis pilotos para competir en la final anual de la Fórmula BMW World en Valencia. Muniz terminó en el puesto 29. En abril, volvió a competir en el Toyota Pro/Celebrity, terminando en el puesto 11 después de comenzar en el puesto 19.

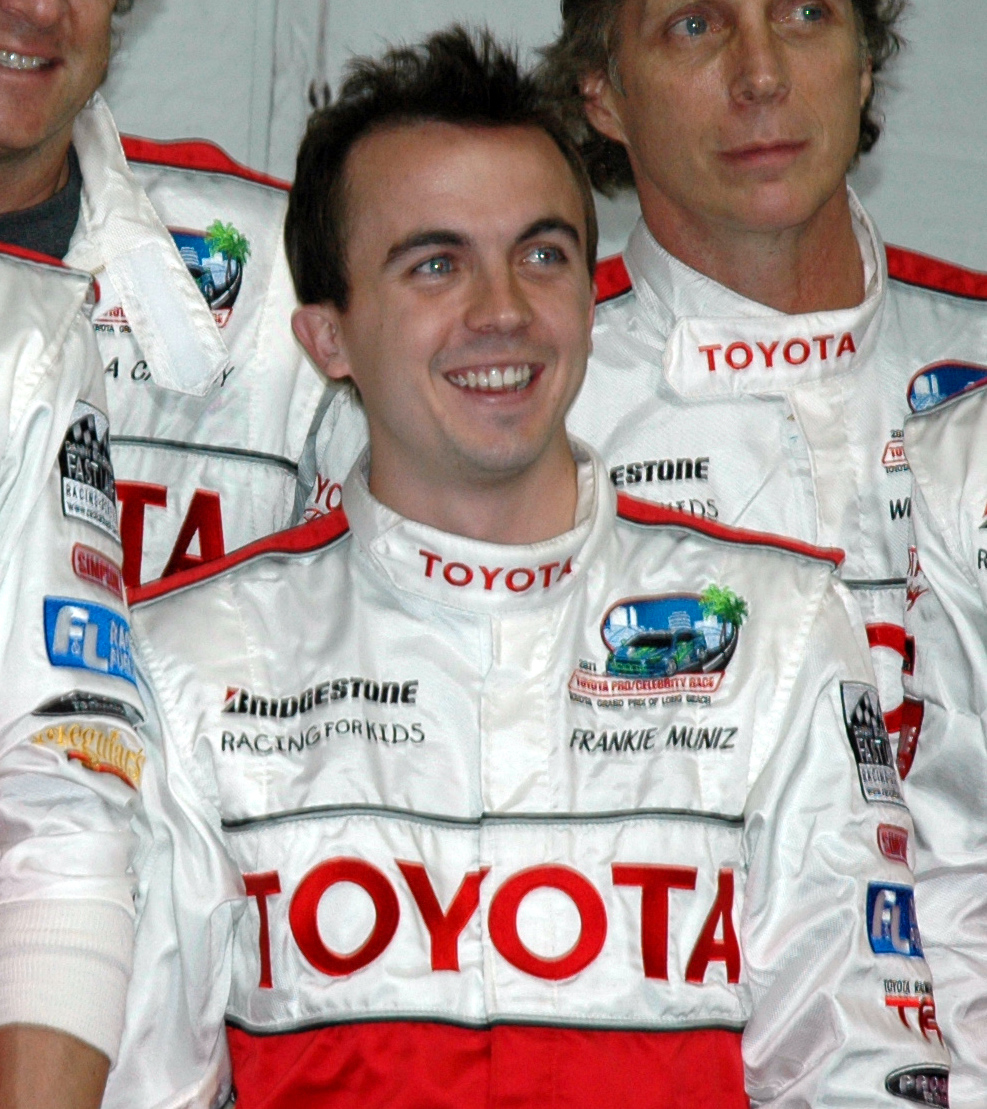
Muniz en la Toyota Pro/Celebrity Race en 2011

En 2007, Muniz ascendió a la Champ Car Atlantic Series más competitiva, donde compitió en toda la temporada de 12 carreras. Para la temporada, su mejor final de carrera fue el noveno lugar, y oficialmente ganó un total de 41 puntos (para el puesto 22) y $17,000 en premios, registrando 351 vueltas. En enero de 2007, se ubicó segundo en la carrera de Sebring Winter National. Firmó con el equipo ganador del Campeonato Atlántico, Pacific Coast Motorsports, en enero de 2008, con el objetivo de competir constantemente en los diez primeros del campeonato de puntos. Terminó la temporada 2008 en el undécimo lugar. Al final de la temporada 2008, ganó el Jovy Marcelo Award, un premio por deportividad votado por otros pilotos nombrados en memoria del ganador del Campeonato Atlántico 1991 que murió en un accidente durante la práctica de las 500 Millas de Indianápolis de 1992. En 2009, Muniz se unió al Team Stargate Worlds, y terminó entre los diez primeros en todas las carreras disputadas, con un mejor resultado de cuarto en el Miller Motorsports Park. Sin embargo, antes de la penúltima carrera en Road America, su temporada fue acortada por la cirugía de su muñeca.
En 2011, Muniz regresó a la Toyota Pro/Celebrity Race; Después de comenzar el 15° puesto, terminó cuarto.

### Música
Muniz se unió a la banda sin firmar, You Hang Up, como baterista. Él dijo: «¡Esto es algo que siempre he querido en mi vida, y estoy encantado de estar asociado con un grupo tan grande de chicos!».
En 2012, Muniz se unió a Kingsfoil, una banda con sede en York, Pensilvania, y aprobó SJC Drums y Cymbals Imperial. En 2014 tuvo que abandonar la banda debido a problemas de programación.
En 2017, Muniz anunció en Facebook que es el gerente de la banda con base en York, Astro Lasso, que está formada por Jordan Davis y Tristán Martin de su exbanda Kingsfoil. Muniz viaja con la banda haciendo sus sistemas de monitoreo, luces, además de ser el conductor designado. La banda abrió para We the Kings, Cute Is What We Aim For y Plaid Brixx en la gira We The Kings 10 de la primavera pasada.

## Vida personal
El 30 de noviembre de 2012, Muniz fue hospitalizado tras sufrir un ataque isquémico transitorio , también descrito como un «mini derrame», y habló sobre aquella experiencia en Katie. Sufrió un segundo ataque un año después, en noviembre de 2013. Fue entrevistado en 2017 y se le preguntó por su salud, él dijo que no había tenido problemas. El 9 de octubre de 2017, se reveló en Dancing with the Stars que había sufrido una gran pérdida de memoria, incluyendo la pérdida de muchos recuerdos de los días de actuación de su infancia como en Malcolm in the Middle.
Muniz empezó a salir con Paige Price en 2016, y anunció su compromiso el 18 de noviembre de 2018. Se fugaron en octubre de 2019 y se casaron 21 de febrero de 2020. Su hijo, Mauz Mosley Muniz nació el 22 de marzo de 2021.

## Filmografía

### Cine
| Cine | Cine                                              | Cine                    | Cine   |
| Año  | Título original                                   | Personaje               | Ref.   |
| ---- | ------------------------------------------------- | ----------------------- | ------ |
| 1999 | Lost & Found                                      | Movie on TV 'Boy'       |        |
| 1999 | Little Man (Cortometraje)                         | Ross                    |        |
| 2000 | My Dog Skip                                       | Willie Morris           |        |
| 2000 | It Had to Be You                                  | Franklin                |        |
| 2001 | Dr. Dolittle 2                                    | Boy Bear Cub (voz)      |        |
| 2002 | Big Fat Liar                                      | Jason Shepherd          |        |
| 2002 | Deuces Wild                                       | Scooch                  |        |
| 2003 | Agent Cody Banks                                  | Cody Banks              |        |
| 2003 | Stuck on You                                      | Novio de Cher           |        |
| 2004 | Agent Cody Banks 2: Destination London            | Cody Banks              |        |
| 2005 | Racing Stripes                                    | Stripes (voz)           |        |
| 2006 | Stay Alive                                        | Swink Sylvania          |        |
| 2006 | Choose Your Own Adventure: The Abominable Snowman | Benjamin North (voz)    |        |
| 2007 | My Sexiest Year                                   | Jake Stein              |        |
| 2007 | Walk Hard: The Dewey Cox Story                    | Buddy Holly             |        |
| 2008 | Extreme Movie                                     | Chuck                   |        |
| 2010 | The Legend of Secret Pass                         | Manu (voz)              |        |
| 2011 | Pizza Man                                         | Matt Burns / Pizza Man  |        |
| 2013 | Grapevine Valentine (Cortometraje)                |                         |        |
| 2015 | Hot Bath an' a Stiff Drink 2                      | Deputy Allister Jenkins |        |
| 2015 | Road To Capri                                     | Daniel                  |        |
| 2016 | Another Day in Paradise                           | Mike                    |        |
| 2018 | The Black String                                  | Jonathan                |        |
| 2025 | Renner                                            | Renner                  | [ 49 ] |

### Televisión; series y telefimes
| Televisión | Televisión                            | Televisión                | Televisión                                | Televisión |
| Año        | Título original                       | Personaje                 | Notas                                     | Ref.       |
| ---------- | ------------------------------------- | ------------------------- | ----------------------------------------- | ---------- |
| 1997       | To Dance with Olivia                  | Oscar                     | Película para TV                          |            |
| 1997       | What the Deaf Man Heard               | Sammy (niño)              | Película para TV                          |            |
| 1998       | Spin City                             | Derek Evans               | T3, episodio 9: "The Kidney's All Right"  |            |
| 1999       | Sabrina, the Teenage Witch            | Angelo                    | T3, episodio 16: "Sabrina the Matchmaker" |            |
| 2000       | Miracle in Lane 2                     | Justin Yoder              | Película para TV                          |            |
| 2000–2006  | Malcolm in the Middle                 | Malcolm                   | Serie, 150 episodes                       |            |
| 2001       | The Andy Dick Show                    | Young Andy Dick           | T1, episodio 5: "Kid Krist"               |            |
| 2001       | The Simpsons                          | Thelonious (voz)          | T12, episodio 18: "Trilogy of Error"      |            |
| 2001–2003  | The Fairly OddParents                 | Chester McBadbat (voz)    | 27 episodios                              |            |
| 2002       | Lizzie McGuire                        | Himself                   | T2, episodio 15: "Lizzie in the Middle"   |            |
| 2002       | Titus                                 | Nick Galenti              | T3, episodio 12: "Too Damn Good"          |            |
| 2002       | The Nightmare Room                    | Mike                      | Episodio 13: "Camp Nowhere: Part 2"       |            |
| 2002       | Fillmore!                             | Willie/Augie/Tony (voz)   | 2 episodios                               |            |
| 2002–2003  | Moville Mysteries                     | Mosley "Mo" Moville (voz) | 26 episodios                              |            |
| 2007       | Criminal Minds                        | Jonny McHale              | T 3, episodio 10: "True Night"            |            |
| 2012       | Last Man Standing                     | Richard                   | T1, episodio 18: "Baxter & Sons"          |            |
| 2012       | Don't Trust the B---- in Apartment 23 | Himself                   | T 2, episodio 1: "A Reunion..."           |            |
| 2013       | Blast Vegas                           | Nelson                    | Película para TV                          | [ 50 ]     |
| 2015       | Sharknado 3: Oh Hell No!              | Lucas Stevens             | Película para TV                          |            |
| 2016       | The Clean                             | Peter Peckwood            |                                           |            |
| 2021       | The Rookie                            | Corey Harris              | T3, episodio 7: "True Crime"              |            |
| 2022       | New Amsterdam                         | Jace                      | T4, episodio 19: "Truth Be Told"          |            |
| 2023       | Awkwafina Is Nora from Queens         | Shawn                     | Episodio: "Too Hot to Survive"            |            |

### Videojuegos
| Videojuegos | Videojuegos                                    | Videojuegos  | Videojuegos |
| Año         | Título                                         | Personaje    | Notas       |
| ----------- | ---------------------------------------------- | ------------ | ----------- |
| 2000        | Disney's 102 Dalmatians: Puppies to the Rescue | Domino (voz) | Video game  |

### Videos musicales
| Videos musicales | Videos musicales    | Videos musicales | Videos musicales |
| Año              | Título              | Artista          |                  |
| ---------------- | ------------------- | ---------------- | ---------------- |
| 2022             | "Don't Let Me Down" | Hanson           |                  |

## Premios y nominaciones
| Año  | Resultado | Premio                                                           | Categoría                                                                                      | Trabajo nominado        |
| ---- | --------- | ---------------------------------------------------------------- | ---------------------------------------------------------------------------------------------- | ----------------------- |
| 1998 | Nominado  | Premios Artista Joven                                            | Mejor actuación en una película de TV / Piloto / Miniseries: Actor joven de diez años o menos. | What the Deaf Man Heard |
| 1998 | Nominado  | Premios YoungStar                                                | Mejor interpretación de un joven actor en una miniserie / película televisiva                  | What the Deaf Man Heard |
| 2000 | Ganador   | Festival de Cine de Giffoni                                      | Mejor Actor                                                                                    | Mi perro Skip           |
| 2000 | Nominado  | Premios de la Sociedad de Críticos Cinematográficos de Las Vegas | Juventud en el cine                                                                            | Mi perro Skip           |
| 2000 | Nominado  | Premios YoungStar                                                | Mejor actor joven / actuación en un drama cinematográfico                                      | Mi perro Skip           |
| 2000 | Ganador   | Premios YoungStar                                                | Mejor actor joven / actuación en una serie de televisión de comedia                            | Malcolm in the Middle   |
| 2000 | Ganador   | Premios YoungStar                                                | Mejor elenco joven: Televisión                                                                 | Malcolm in the Middle   |
| 2000 | Nominado  | Teen Choice Awards                                               | TV: Mejor Actor                                                                                | Malcolm in the Middle   |
| 2000 | Nominado  | Television Critics Association Awards                            | Logro Individual en Comedia                                                                    | Malcolm in the Middle   |
| 2001 | Ganador   | Premios Artista Joven                                            | Mejor conjunto en un largometraje                                                              | Mi perro Skip           |
| 2001 | Nominado  | Premios Artista Joven                                            | Mejor actuación en una película de televisión (drama): joven actor principal                   | Miracle in Lane 2       |
| 2001 | Nominado  | Premios Artista Joven                                            | Mejor conjunto en una serie de TV                                                              | Malcolm in the Middle   |
| 2001 | Ganador   | Premios Artista Joven                                            | Mejor actuación en una serie de comedia de televisión: joven actor principal                   | Malcolm in the Middle   |
| 2001 | Nominado  | Premios Emmy                                                     | Actor principal sobresaliente en una serie de comedia                                          | Malcolm in the Middle   |
| 2001 | Nominado  | Premios Globo de Oro                                             | Mejor interpretación de un actor en una comedia/musical de serie televisiva                    | Malcolm in the Middle   |
| 2001 | Ganador   | Premios Satellite                                                | Mejor interpretación de un actor en una serie: Comedia o musical                               | Malcolm in the Middle   |
| 2001 | Nominado  | Teen Choice Awards                                               | TV: Mejor Actor                                                                                | Malcolm in the Middle   |
| 2001 | Nominado  | Premios TV Guide                                                 | Estrella del año                                                                               | Malcolm in the Middle   |
| 2002 | Nominado  | Teen Choice Awards                                               | Películas: Mejor química                                                                       | Big Fat Liar            |
| 2002 | Nominado  | Premios Globo de Oro                                             | Mejor interpretación de un actor en una serie de televisión: Musical o comedia                 | Malcolm in the Middle   |
| 2002 | Nominado  | Nickelodeon Kids' Choice Awards                                  | Actor de televisión favorito                                                                   | Malcolm in the Middle   |
| 2002 | Ganador   | Premios Artista Joven                                            | Mejor actuación en una serie de comedia de televisión: joven actor principal                   | Malcolm in the Middle   |
| 2002 | Nominado  | Premios Artista Joven                                            | Mejor Ensemble en una Serie de TV: (Comedia o Drama)                                           | Malcolm in the Middle   |
| 2003 | Nominado  | Teen Choice Awards                                               | Mejor actor de cine: Comedio                                                                   | Agent Cody Banks        |
| 2003 | Nominado  | Teen Choice Awards                                               | Mejor actor de televisión: Comedia                                                             | Malcolm in the Middle   |
| 2003 | Ganador   | Nickelodeon Kids' Choice Awards                                  | Actor de televisión favorito                                                                   | Malcolm in the Middle   |
| 2003 | Ganador   | Premios Artista Joven                                            | Mejor Ensemble en una Serie de TV: (Comedia o Drama)                                           | Malcolm in the Middle   |
| 2003 | Nominado  | Premios Artista Joven                                            | Mejor actuación en una serie de televisión (comedia o drama): joven actor principal            | Malcolm in the Middle   |
| 2004 | Nominado  | Academia de Ciencia Ficción, Fantasía y Películas de terror      | Mejor actuación de un actor joven                                                              | Agent Cody Banks        |
| 2004 | Nominado  | Premios Artista Joven                                            | Mejor actuación en una serie de televisión (comedia o drama): joven actor principal            | Agent Cody Banks        |
| 2004 | Ganador   | Nickelodeon Kids' Choice Awards                                  | Actor de televisión favorito                                                                   | Malcolm in the Middle   |
| 2004 | Nominado  | Teen Choice Awards                                               | Mejor actor de televisión: Comedia                                                             | Malcolm in the Middle   |
| 2005 | Nominado  | Nickelodeon Kids' Choice Awards                                  | Actor de televisión favorito                                                                   | Malcolm in the Middle   |
| 2005 | Nominado  | Teen Choice Awards                                               | Mejor actor de televisión: Comedia                                                             | Malcolm in the Middle   |

## Resultados

### Atlantic Championship
| Año  | Escudería                 | 1       | 2      | 3      | 4       | 5       | 6       | 7       | 8      | 9       | 10      | 11     | 12     | Pos. | Puntos |
| ---- | ------------------------- | ------- | ------ | ------ | ------- | ------- | ------- | ------- | ------ | ------- | ------- | ------ | ------ | ---- | ------ |
| 2007 | Jensen MotorSport         | LVG Ret | LBH 19 | HOU 21 |         | POR2 20 | CLE Ret | MTT Ret | TOR 9  | EDM1 17 | EDM2 16 | SJO 11 | ROA 18 | 22.º | 41     |
| 2008 | Pacific Coast Motorsports | LBH 15  | LS 13  | MTT 11 | EDM1 12 | EDM2 13 | ROA1 11 | ROA2 10 | TRR 12 | NJ 10   | UTA 14  | ATL 9  |        | 11.º | 102    |
| 2009 | Team Stargate Worlds      | SEB 10  | UTA 4  | NJ1 8  | NJ2 8   | LIM 10  | ACC1 7  | ACC2 7  | MDO 8  | TRR 6   | MOS     | ATL    | LS     | 9.º  | 62     |